# 蛋皮
蛋皮是将鸡蛋打散后摊成的薄饼。蛋皮可直接作为菜肴，也可以用于制作蛋饺、蛋包饭等食物。蛋皮切丝即为鸡蛋丝，可作为面条、馄饨等的菜码。
蛋皮一般不添加其它辅料，但客家蛋皮却是个例外。客家蛋皮的制作过程中会加入淀粉，这样制成的蛋皮更有韧性，一般用于烧汤及炒制。